# Insnesia quadrioculata
Insnesia quadrioculata är en insektsart som först beskrevs av Robert Malcolm Laing 1922.  Insnesia quadrioculata ingår i släktet Insnesia och familjen rundbladloppor. Inga underarter finns listade i Catalogue of Life.